# Avaaz
Avaaz est une organisation non gouvernementale internationale de cybermilitantisme, fondée en 2007. Se présentant comme un « mouvement démocratique supranational », elle déclare donner les moyens aux citoyens du monde entier de se mobiliser sur diverses questions internationales, comme le changement climatique, les droits de l'homme, la corruption ou la pauvreté. Active dans 17 langues, Avaaz revendique, en juillet 2015, plus de 41 millions de sympathisants ou « membres », c'est-à-dire de personnes qui ont signé au moins une fois une de leurs pétitions en ligne, répartis dans 194 pays. Selon The Guardian en 2012, « Avaaz n’a que cinq ans, mais a connu un essor exponentiel jusqu’à devenir aujourd’hui le plus grand et le plus puissant mouvement citoyen mondial en ligne ». Elle fait toutefois l'objet de critiques visant son fonctionnement, la personnalité de ses fondateurs et son ingérence dans les affaires de certains pays.
Ricken Patel en est le directeur exécutif.
Le nom choisi pour cette communauté est la romanisation du mot signifiant « voix » dans un grand nombre de langues, notamment :
Hindi « आवाज़ » et Urdu « آواز »,.

## Historique
Avaaz a été cofondée par Res Publica, un groupe de campagnes civiques transnationales, et par MoveOn, un groupe américain de mobilisation sociale sur internet.
Les cofondateurs individuels d'Avaaz, issus de six pays, sont Ricken Patel, Tom Perriello, Tom Pravda, Eli Pariser (directeur exécutif de MoveOn), Andrea Woodhouse, Jeremy Heimans (cofondateur de Purpose.com) et David Madden (en).
Le président fondateur et directeur exécutif d’Avaaz est le britannico-canadien Ricken Patel. Titulaire d'une maîtrise en politique publique de l’Université Harvard, il a travaillé pour l'International Crisis Group, notamment en Sierra Leone, au Libéria, au Soudan et en Afghanistan. À son retour aux États-Unis, il travailla bénévolement pour l'association MoveOn, où il apprit à se servir des outils du militantisme en ligne.

## Objectifs
L'organisation définit sa mission comme « fédérer les citoyen(ne)s de toutes les nations pour réduire l'écart entre le monde que nous avons et le monde voulu par le plus grand nombre et partout ».
Avaaz peut également mobiliser les citoyens « hors ligne » comme avec les Marches pour le Climat en septembre 2014, qui ont rassemblé des centaines de milliers de personnes dans les rues tout autour de la planète avant un sommet de l'ONU sur le climat.

## Financement
Entre 2007 et 2009, Avaaz a été financée en partie par le milliardaire George Soros, via MoveOn par le Soros Open Society Institute (Open Society Foundations),.
Selon le journaliste Patrick Kingsley, depuis 2009 l'organisation n'accepte aucun don émanant de fondations ou de sociétés, et elle refuse toute somme dépassant les 5 000 dollars. Avaaz s'appuie simplement sur la générosité des membres individuels, qui avaient réuni en 2011 plus de 20 millions de dollars. Ses comptes sont publiés et disponibles sur son site Internet.L'ONG affirme avoir choisi de ne pas rendre déductibles des impôts les dons effectués afin de garantir son indépendance et sa liberté d'expression sur les questions politiques.

## Communauté
Avaaz déclare compter, en juillet 2015, près de 41 millions de « sympathisants » répartis dans 194 pays. Les pays les plus représentés sont le Brésil et la France avec plus de 10  et   4 millions d'inscrits chacun,.

## Actions principales
Depuis 2007, Avaaz a lancé des centaines de campagnes mondiales et nationales. S'appuyant sur sa communauté internationale de « membres », Avaaz a mené des actions pour lutter contre la corruption en Inde, en Italie et au Brésil, protéger les océans, les forêts vierges et la faune en voie de disparition sur la planète, défendre la liberté d’expression sur Internet et dans les médias, et encourager l'esprit démocratique au cœur des soulèvements du Printemps arabe.

### 2007
Durant sa première année d’existence, Avaaz a fait campagne notamment pour soutenir les militants pro-démocratie en Birmanie, empêcher l’escalade militaire en Irak, soutenir une résolution équitable du conflit israélo-palestinien et inciter les dirigeants politiques dans les pays membres du G8 à inscrire le réchauffement climatique au programme de leur réunion.

### 2008
Le mouvement a fait campagne notamment pour interdire les bombes à sous-munitions, appeler à une véritable démocratie au Zimbabwe, et lancer une pétition contre la répression chinoise des troubles au Tibet signée par 1,5 million de personnes appelant à un dialogue constructif entre la Chine et le 14e dalaï-lama.
- Une de ses vidéos a été élue meilleure vidéo par les utilisateurs de YouTube dans la catégorie politique[21].

### 2009
Avaaz a organisé une gigantesque « alarme climatique mondiale », lutté pour protéger l'Amazonie au Brésil, apporté une aide aux victimes du cyclone Nargis en Birmanie, aidé à assurer la sécurité alimentaire dans les pays en développement, et lancé une campagne publicitaire pour la fermeture du centre de détention de Guantánamo,.

### 2010
En 2010, Avaaz a fait campagne pour protéger les océans, défendre la liberté d’expression en Italie, apporter une aide humanitaire vitale aux victimes du tremblement de terre en Haïti et aux victimes des inondations au Pakistan, combattre un projet de loi contre l’homosexualité en Ouganda ainsi que la corruption au Brésil et le « viol correctif » en Afrique du Sud.
Elle a fait signer une pétition en ligne pour empêcher la création de la chaîne de télévision Sun News Network au Canada, par crainte qu’elle ne devienne similaire à la chaîne américaine Fox News. Conjointement avec Greenpeace, elle a remis à la Commission européenne à la Santé une pétition paraphée par un million de citoyens européens opposés à la culture d'OGM,. Lors de l'affaire de WikiLeaks et de la mise en accusation de Julian Assange, Avaaz a fait circuler une pétition de soutien à ce dernier.

### 2011
Elle a lancé ou relayé plusieurs pétitions en ligne : 
- pour réclamer aux États-Unis et à l'UE de soutenir l'interdiction de pesticides néonicotinoïdes jouant un rôle dans la disparition des abeilles[30] ;
- pour réclamer une transition démocratique en Égypte ainsi que la fin de la censure[31] ;
- pour arrêter la discrimination à Bahreïn[32], se soldant par l'annulation du Grand Prix de Bahreïn de 2011[33] ;
- pour inciter Evo Morales à protéger l'écosystème de la forêt amazonienne[34].

Avaaz commande à l'IFOP un sondage sur la création d'un État palestinien, dont les résultats paraissent en septembre 2011 : 82 % des Français estiment que les Palestiniens ont droit à leur propre État et 69 % souhaitent que la France le reconnaisse,.
Avaaz a soutenu des militants en Syrie en leur fournissant téléphones satellites et caméras et en leur envoyant des formateurs afin que des images vidéo de la répression puissent être diffusées en ligne. Elle a facilité l'entrée de reporters internationaux dans les zones de combat en Syrie, dont le photographe français Rémi Ochlik et la journaliste américaine Marie Colvin et la reporter française Edith Bouvier. Afin d’aider à exfiltrer le photojournaliste britannique Paul Conroy de la ville de Homs, l’organisation a soutenu le 28 février une opération menée par des militants syriens, aidé à évacuer 40 blessés graves du quartier de Baba Amr, et fait parvenir des fournitures médicales.

### 2012
En 2012, Avaaz a cherché à contrer les attaques contre l’Internet libre, à permettre le choix de la contraception aux femmes du Honduras, à mobiliser des soutiens pour la fin des subventions aux énergies fossiles à l’approche du Sommet de Rio, à briser la censure des médias en Syrie et à lutter contre l'amendement du code forestier brésilien.

### 2013
Avaaz a fait campagne pour demander l'arrêt des violences faites aux femmes en Inde, l'interdiction des pesticides toxiques pour les abeilles, l'exclusion définitive des élus corrompus en France, l'abolition du poste de remémoreur de la Cité de Londres.

### 2014
21 septembre : une marche pour le climat est organisée dans le monde entier.

### 2015
- À la suite de la catastrophe du Rana Plaza, Avaaz a fait campagne pour que Benetton, marque textile directement liée à l'effondrement de cet atelier au Bangladesh, participe au fonds d'indemnisation des victimes piloté par l'OIT[38]. En avril 2015, Benetton a annoncé un versement d'un million de dollars au fonds de soutien des victimes[39].
- En juin 2015, deux Marocaines ont été agressées par un commerçant de leur ville estimant que leurs jupes étaient trop courtes, puis arrêtées par la police et inculpées pour attentat à la pudeur. À la suite d'une très forte mobilisation sur les réseaux sociaux, de manifestations, etc.[40], elles ont été relaxées[réf. souhaitée].

### 2016
- Des expatriés américains en Europe se mobilisent avec Avaaz contre l'élection de Donald Trump[41].
- Une campagne de Avaaz demande au président Francois Hollande d'agir d'urgence pour sauver les populations civiles d’Alep en Syrie[42].

## Critiques

### Critiques générales
Une critique récurrente issue de milieux militants « techno-utopistes » est le « slacktivism » ou « clicktivism » (activisme sur la Toile) qui, selon eux, dénature l'activisme, réduit sa dimension engagée, ce qui peut se résumer en paraphrasant la position de Evgeny Morozov : « cliquer n'est pas sauver ». Ce modèle de militantisme abaisserait potentiellement le niveau de réflexion et de participation mais l'absence de recherches sérieuses sur le phénomène ne permet pas de l'affirmer. Le recours à des campagnes consensuelles – protection des forêts équatoriales, du climat, des sites archéologiques, appels à l'aide pour des régions touchées par une catastrophe naturelle, etc. – pour assurer la légitimité et la crédibilité de l'association, le langage très émotionnel pour convaincre de signer ses pétitions ainsi que l'absence de preuves ou d'informations de fonds accompagnant les pétitions sont également pointés du doigt,. Certains estiment par ailleurs que les dons au profit d'Avaaz se font au détriment d'ONG plus actives sur les différents terrains de crise. D'autres soulignent le fait qu'Avaaz compte comme ses membres non pas uniquement des donateurs ou des militants nécessairement actifs mais des personnes qui ont simplement signé une pétition une fois et peuvent se retirer aussi vite qu'elles sont arrivées,.
L'influence des fondateurs d'Avaaz sur les campagnes est aussi mise en cause en raison de leur grande proximité avec le gouvernement américain et le Parti Démocrate : ses fondateurs sont notamment Ricken Patel, le diplomate britannique et conseiller du département d'État américain, Tom Pravda et Tom Perriello,. Ce dernier est un politicien catholique américain membre du Parti démocrate, défenseur de la guerre contre le terrorisme, de l’interventionnisme militaire en Afghanistan, de la présence américaine en Irak ou au Pakistan, ou encore du permis de port d'arme aux États-Unis, ce qui lui vaut le soutien de la National Rifle Association of America.
D'une manière générale, si les résultats de Avaaz — ou la qualité et les motivations de ceux-ci — sont contestés, l'organisation défend de son côté le fait d'avoir rapidement accompli à certains endroits ce que d'autres n'ont pas réussi à faire durant des années ; pour certains observateurs, l'organisation est ainsi devenue un acteur d'importance sur la scène mondiale.

### 2012: actions en Syrie
En février 2012, Avaaz revendique par communiqué de presse avoir joué un rôle-clé dans l'évacuation du photographe irlandais Paul Conroy et du journaliste espagnol Javier Espinosa de Syrie, déclarant que « 13 militants de son réseau sont décédés dans cette opération ». Le communiqué trouve un grand écho dans la presse occidentale, ce qui déplait à de nombreuses parties. Le journaliste Simon van Zuylen-Wood publie une enquête sur la participation d'Avaaz à cette opération dans le magazine américain The New Republic. Il y interroge différents acteurs de l'opération. D'après Paul Conroy, Avaaz n'a joué strictement aucun rôle dans son exfiltration. De leurs côtés, les journalistes Javier Espinosa et Monica Garcia-Prieto estiment que le lien entre Avaaz et les militants ayant participé à l'opération ne sont pas clairs. Tous trois s'accordent à dire que l'acteur majeur de l'opération était en fait l'Armée de libération syrienne avec qui Avaaz n'avait aucun contact. Lorsque van Zuylen-Wood demande à Ricken Patel pourquoi il n'a pas reconnu le rôle essentiel joué par l'Armée de libération syrienne dans son communiqué de presse initial, celui-ci répond que le communiqué « avait été écrit dans la hâte au milieu de la nuit et qu'il ne voulait pas que les médias appellent d'autres organisations, de crainte que des informations sur la localisation des autres journalistes puissent fuiter. En orientant les médias vers Avaaz, explique Patel, il essayait de préserver la sécurité des journalistes ». Van Zuylen-Wood note cependant qu'aucune modification n'a été effectuée depuis dans les communications d'Avaaz sur les événements et que des documents mentionnant l'Armée de libération syrienne que Patel lui a montrés ne semblent pas avoir été rendus publics. Une autre critique de cette opération concerne l'affiliation des 13 militants tués à Avaaz qui a mis en colère plusieurs acteurs de l'opération, notamment Paul Conroy. Le militant syrien Rami Jarrah impliqué dans les événements trouve cette affirmation d'Avaaz « immorale » parce que l'association aurait « pris avantage de la mort de 13 personnes pour coller à sa campagne médiatique ». Avaaz réplique en disant que la dureté de ces paroles découlent d'une rivalité entre organisations et van Zuylen-Wood estime que c'est sûrement en partie vrai. Il pense d'autre part qu'Avaaz peut tout de même être crédité pour avoir coordonné les militants au début des événements, introduit des fournitures médicales, des journalistes et des moyens d'informations en Syrie. Le journaliste Miles Amoore explique qu'Avaaz a permis de fournir des informations de terrain importantes aux journalistes et aux militants. En conclusion de son enquête, van Zuylen-Wood reconnait le rôle important joué par Avaaz mais se demande si l'organisation n'a pas sacrifié une partie de la vérité au profit du « pouvoir et de la renommée ».
Dans une interview de mars 2013, Ricken Patel affirme que le journaliste Paul Conroy se serait excusé depuis les événements de 2012 « de ce qu'il a dit ». Pourtant, dans un livre publié sept mois plus tard, Paul Conroy persiste dans ses critiques en déclarant que Patel aurait avoué en privé qu'aucun membre d'Avaaz n'était présent sur le terrain pendant son évasion mais qu'il ne l'aurait jamais reconnu publiquement. Son hostilité vis-à-vis de l'organisation est toujours présente puisqu'il écrit qu'il « prend un grand plaisir » à imaginer Patel avec « une béquille fermement enfoncée dans son derrière ». Il mentionne toutefois que Wissam Tarif et Alex Renton d'Avaaz ont assisté les opérations de secours depuis le Liban au sein d'une équipe composée d'au moins quatre autres personnes extérieures à l'organisation.

### 2014: collecte de fonds pour créer une banque de semences agricoles
En juillet 2014, l'association Kokopelli publie sur son site un communiqué où elle refuse toute association avec Avaaz. Elle reproche à l'organisation une campagne de collectes de fonds pour la création d'une plateforme de semences agricoles destinée à contrer le géant Monsanto et souligne que « les termes sont particulièrement évasifs ; qu'il n'existe aucun site Internet relatif au projet évoqué ; que les “fermiers” et “organisations” partenaires ne sont pas nommés ; que les éventuels fournisseurs et bénéficiaires des semences ne sont pas identifiés ». Le journal en ligne The Ecologist soulève de son côté les aspects problématiques du projet et explique qu'il n'est pas bien reçu par les acteurs du milieu. L'auteur ajoute qu'il « est impossible de ne pas s'interroger sur les motivations d'une ONG capable d'induire à ce point en erreur ses supporters ». Il cite le Réseau français Semences Paysannes qui déclare ne connaître « de par le monde aucune organisation de petits paysans qui puisse concevoir un tel projet ». Le réseau craint en effet que le projet ne profite qu'aux grosses industries, souligne qu'« Avaaz ne dit pas à qui sera confié l'argent récolté, ni qui le gérera » et conclut en expliquant que « les agriculteurs sont heureux lorsque des ONG les aident à s'organiser. Mais ils n'ont pas besoin d'ONG qui tentent de mobiliser la société civile en leur nom pour des objectifs qui ne sont pas les leurs ». La militante environnementaliste indienne, Vandana Shiva, dont le nom a été utilisé pour la campagne d'Avaaz publie un message sur son blog expliquant que son nom a été utilisé sans sa permission et qu'elle n'aurait pas soutenu le concept évoqué même si son nom n'y avait pas été associé de cette manière.
En réponse, le Centre pour la Sécurité Alimentaire publie un communiqué expliquant qu'il est à l'origine de l'appel aux dons d'Avaaz et qu'il s'agit d'un « malentendu » et d'une « erreur de communication » entre son équipe et Vandana Shiva. Il souligne qu'il prend toute la responsabilité de cette erreur et « qu’Avaaz a été de bonne foi tout au long du processus ». De son côté, Avaaz se dit enthousiasmée par l'idée du Centre mais prêt à en discuter avec ses détracteurs voire à rembourser les donations s'ils se rendent compte que le projet n'est pas viable.